# Édouard Duyck
Édouard Duyck, né à Bruxelles le 30 janvier 1856 et mort à Saint-Gilles le 3 avril 1897, est un peintre et affichiste belge.

## Parcours
Édouard Duyck est élève à l'école des Arts décoratifs de l'Académie royale des beaux-arts de la rue du Midi où il fréquente entre autres Adolphe Crespin et les cours d'Ernest Blanc-Garin. Plus tard, il prit des cours auprès de Jean-Léon Gérôme.
Il fut sociétaire cofondateur de L'Essor en 1879.
Avec Crespin, il décore les salles du Palais colonial de Tervueren et cosigne quelques affiches entre 1894 et 1896, dont Spa Ferme de la Frahinfaz (imprimerie Van Buggenhout, 1894), reproduite par Jules Chéret dans sa revue Les Maîtres de l'affiche (1895-1900).
Il illustre plusieurs ouvrages remarqués pour Lebègue et Cie, éditeur à Bruxelles.

## Conservation
- Département des Estampes et de la Photographie de la Bibliothèque nationale de France.
- Musée royal d'art moderne à Bruxelles